# Paladij
Paladij je kemijski element atomskog (rednog) broja 46 i atomske mase 106,42(2). U periodnom sustavu elemenata predstavlja ga simbol Pd.
Paladij je sjajni, sivobijeli kovki i žilavi metal. Ima najmanju gustoću i temperaturu taljenja u grupi platinskih metala. Dobro apsorbira vodik, koji je otopljen u paladiju jako reaktivan. Zato se rabi kao katalizator pri hidrogeniranju. U reakcijama i lijevanju bijelog zlata često zamjenjuje skuplju platinu.

Paladij odolijeva hrđi te se zbog toga koristi u visokokvalitetnim liječničkim instrumentima. Spojen sa zlatom ili srebrom stvara snažne i dugotrajne zubne plombe. Trenutno je najtraženiji u autoindustriji, a inače ga se koristi u proizvodnji nakita, elektronici, industriji građevinskih materijala te u medicini.
Otapa se u jakim kiselinama, kao što je dušična.
Rusija s 44% i Južnoafrička Republika s 40% čine većinu ukupne svjetske proizvodnje paladija. Osim Rusije i JAR-a, ostatak značajnijih zaliha ovog plemenitog metala nalazi se u Kanadi, SAD-u i Zimbabveu.
Paladij je među četiri metala (srebro, zlato i platina) čija poluga ima valutni kod po ISO 4217.
Otkrio ga je 1803. godine engleski kemičar i fizičar William Hyde Wollaston.